# Governatore di Guam
Lista dei governatori del Guam (in lingua chamorro: I Maga'låhen/Maga'håga Guåhan) dal 1971.

## Elenco dei Governatori
Democratico (4)   Repubblicano (5)
| Immagine | Nome e cognome (nascita e morte)  | Partito              | Mandato di carica               |
| -------- | --------------------------------- | -------------------- | ------------------------------- |
|          | Carlos Camacho (1924 – 1979)      | Partito Repubblicano | 4 gennaio 1971 - 6 gennaio 1975 |
|          | Ricardo Bordallo (1927 – 1990)    | Partito Democratico  | 6 gennaio 1975 - 1 gennaio 1979 |
|          | Paul McDonald Calvo (1934 – 2024) | Partito Repubblicano | 1 gennaio 1979 - 3 gennaio 1983 |
|          | Ricardo Bordallo (1927 – 1990)    | Partito Democratico  | 3 gennaio 1983 - 5 gennaio 1987 |
|          | Joseph Franklin Ada (1943)        | Partito Repubblicano | 5 gennaio 1987 - 2 gennaio 1995 |
|          | Carl Gutierrez (1941)             | Partito Democratico  | 2 gennaio 1995 - 6 gennaio 2003 |
|          | Felix Perez Camacho (1957)        | Partito Repubblicano | 6 gennaio 2003 - 3 gennaio 2011 |
|          | Eddie Calvo (1961)                | Partito Repubblicano | 3 gennaio 2011 - 7 gennaio 2019 |
|          | Lou Leon Guerrero (1950)          | Partito Democratico  | 7 gennaio 2019 - in carica      |